# Poems (Agatha Christie)
Poems est un recueil de poèmes d'Agatha Christie publié en 1973.
Il s'agit du deuxième recueil de poèmes de la romancière, il reprend le contenu du premier recueil, The Road of Dreams (1925), en lui adjoignant des travaux encore inédits.

## Commentaires
Le recueil est divisé en deux parties. La première reprend le contenu du premier recueil de poèmes de Christie, The Road of Dreams (1925).
La deuxième partie, dont les poèmes ont probablement été écrits lors des voyages de Christie au Moyen-Orient, est divisée en quatre sections :
- Things : 4 poèmes sur la beauté, l'eau, les sculptures et la musique ;
- Places : 5 poèmes sur des lieux géographiques dont Dartmoor, Bagdad, le Nil et Calvary ;
- Love Poems and Others : 11 poèmes sur l'amour ;
- Verses of Nowadays : 4 poèmes sur des sujets nostalgiques tels que la perte de son amour, le pique-nique et l'enfance innocente.

L'un des poèmes de la troisième section, To M.E.L.M. in Absence, est dédié à son mari Max (Edgar Lucien) Mallowan. Il aurait été écrit lors de la Seconde Guerre mondiale lorsque Max était basé en Égypte.
Le poème Remembrance est publié seul en 1988 par Souvenir Press dans un livret de seize pages illustré par Richard Allen. L'année suivante, Souvenir Press renouvelle l'opération avec un autre poème, My Flower Garden.

## Éditions
- (en) Poems, Londres, William Collins and Sons, octobre 1973, 124 p. (ISBN 0-00-211681-2)
- (en) Poems, New York, Dodd, Mead and Company, 1973, 124 p. (ISBN 0-396-06859-6)